# Placido Bordoni
Placido Bordoni (Venezia, 31 gennaio 1736 – Venezia, 5 marzo 1821) è stato un letterato e storico italiano.

## Biografia
Figlio di Pietro e di Antonia Colussi, studiò nel collegio patriarcale di San Cipriano specializzandosi in greco e teologia. Successivamente fu consacrato sacerdote.
Conclusa la formazione, entrò subito negli ambienti culturali veneziani dove si distinse come poeta e prese parte alle polemiche letterarie: nel 1760, ad esempio, pubblicò il Nuovo segreto per farsi immortale un poeta sulle Gazzette in difesa di Pietro Chiari contro Gasparo Gozzi.
Favorito dal suo poliglottismo, viaggiò a lungo divenendo insegnante privato di varie famiglie nobili. Dopo essere stato a Roma, a Napoli e in Spagna, fu in Francia dove entrò in contatto con le personalità dell'illuminismo quali Buffon e Voltaire; in verità, forse a causa della sua formazione ecclesiastica, fu alquanto diffidente verso questo movimento.
Tornato in patria, si occupò di alcune traduzioni di Cicerone (1795) e di Plinio il Vecchio (1800), utilizzando un italiano francesizzante e tentando, con scarsi risultati, di riprodurne la concisione. Ebbe interessi anche verso il teatro: tradusse alcune commedie di autori francesi e compose una propria tragedia, Ormesinda, ossia i cavalieri della mercede (1807), chiaramente ispirata alla Zaïre di Voltaire ma nel complesso abbastanza scadente.
Nel 1809, in piena dominazione napoleonica, fu nominato ispettore delle scuole normali e professore di istituzioni filosofiche dell'Imperial Regio Liceo. Dal 1815, invece, ricoprì la cattedra di belle lettere e storia e dal 1817 quella di letteratura classica latina e di filologia greca. 

## Opere
Bordoni incarnò quel modello di intellettuale che, tenendosi lontano dal vivace clima culturale e dalle tumultuose vicende storiche del periodo, coltivò i propri studi in modo autonomo e distaccato rispetto alla società. Con questo atteggiamento concepì le opere storiche per cui è principalmente conosciuto.
Nel 1801-05 partecipò alla continuazione della Storia del cristianesimo di Antoine-Henri de Bérault-Bercastel, occupandosi dei volumi XXIX-XXXIV riguardanti il Settecento. L'autore, aderendo a una linea di pensiero tradizionalista, difende incondizionatamente il pontefice durante le varie controversie religiose, apprezza la ripresa dell'Inquisizione spagnola, si scaglia contro l'illuminismo e i suoi esponenti (tra cui lo stesso Buffon che aveva tanto elogiato nella prefazione alla sua traduzione di Plinio), condanna la Rivoluzione francese. Ciò non significa che il trattato rappresenti un'opera politica, tutt'altro: Bordoni intende presentarsi al lettore come uno storico imparziale che offre la pura realtà dei fatti.
Nel 1805-06 diede alle stampe la continuazione degli Annali d'Italia di Ludovico Antonio Muratori, occupandosi anche in questo caso della storia recente (1750-1805). Il suo atteggiamento nell'esposizione delle vicende risulta ora più moderato; addirittura dimostra ammirazione per Napoleone e una certa simpatia nei confronti di alcune novità dell'Europa contemporanea. Manca però un'analisi approfondita degli avvenimenti, tralasciando gli aspetti economici e sociali che stanno dietro ad essi, e talvolta ricompare l'astio verso l'illuminismo.